# 6426 Vanýsek
(6426) Vanýsek, denumire internațională (6426) Vanysek, este un asteroid din centura principală de asteroizi.

## Descriere
6426 Vanýsek este un asteroid din centura principală de asteroizi. A fost descoperit pe 2 martie 1995 la Observatorul Kleť de Miloš Tichý. Asteroidul prezintă o orbită caracterizată de o semiaxă mare de 2,42 ua, o excentricitate de 0,17 și o înclinație de 2,8° în raport cu ecliptica.